# Fausta Morganti
Fausta Simona Morganti (San Marino, 20 de agosto de 1944-Ibidem, 2 de febrero de 2021) fue una política sanmarinense, una de los dos Capitanes Regentes (jefes de Estado y Gobierno) de la República de San Marino.

## Biografía
Licenciada en Lengua, fue profesora en la Escuela Superior de San Marino (Scuole Superiori di San Marino).
Morganti ocupó el puesto de Capitana Regente desde el 1 de abril de 2005 hasta el 30 de septiembre de ese mismo año junto con Cesare Gasperoni. Fue miembro del Consejo Grande y General por el Partido de los Demócratas, y su representante en la OCDE.
Desde 1978 hasta 1992 formó parte del Congreso de Estado, asumiendo el cargo de secretaria de la Institución Pública y Justicia, Cultura y Universidad. Entre 1974 y 1990 fue miembro del comisionado central del Partido Comunista Sanmarinense.

## Fallecimiento
Falleció el 2 de febrero de 2021 a los setenta y seis años debido al COVID-19.